# L'amor coniugale
L'amor coniugale (El amor conyugal) es una farsa sentimentale en un acto con música de Simon Mayr y libreto en italiano de Gaetano Rossi, basado a su vez en Léonore, ou L'amour conjugal de Jean-Nicolas Bouilly. El texto de Boully, escrito en el año 1798, será posteriormente la base del libreto de Fidelio de Beethoven, que será musicado también en el 1805. Se estrenó, con éxito, el 26 de julio de 1805 en el Teatro Nuovo de Padua, Italia.

## Argumento
La trama de la farsa trata de la historia de una mujer fiel que busca liberar a su marido inocente de la prisión y de una muerte inminente. Para lograrlo, se disfraza de muchacho y presta servicio como asistente en la cárcel donde se encuentra su amado. A diferencia de las versión original de Bouilly, ambientada durante la Revolución francesa, Mayr traspone la acción a la Polonia del siglo XVIII.

## Representaciones en tiempos modernos
La ópera ha sido llevada a escena el 17 de julio de 2004 en Kurhaus, bajo la dirección de Christopher Franklin. Con tal ocasión se efectuó la primera grabación absoluta.